# Ізраїльсько-люксембурзькі відносини
Ізраїльсько-люксембурзькі відносини — двосторонні міжнародні відносини між Люксембургом і Ізраїлем.

## Історія
Відносини між двома країнами були встановлені в 1949 році, через рік після проголошення незалежності Ізраїлю. У самому Люксембурзі в Ізраїля немає посольства, проте посол в Брюсселі (Бельгія) акредитований на Велике Герцогство. У Люксембургу є почесне консульство в Тель-Авіві, яким керує ізраїльський поет і письменник Мейрон Ізаксон.
12 червня 2001 року заступник прем'єр-міністра уряду Ізраїлю, міністр закордонних справ Шимон Перес провів двосторонню зустріч з главою уряду Люксембурга Жаном-Клодом Юнкером. У листопаді 2012 року міністр закордонних справ Люксембургу в інтерв'ю німецькому виданню «Spiegel» закликав Ізраїль повністю припинити будівництво поселень в Юдеї і Самарії для досягнення мирного договору з палестинцями.
Торгова палата Великого Герцогства Люксембург в співпраці з міністерством економіки і Люксембурзьким офісом з торгівлі та інвестицій в Тель-Авіві, відкрили багатогалузеву торгову місію в Ізраїлі в кінці жовтня 2015 року. Подібна місія відкрилася в 2012 році і на тлі її успіху було вирішено відкрити чергову місію трьома роками пізніше. Під час роботи спільної місії також обговорювалися питання наукового співробітництва: Люксембурзький інститут охорони здоров'я обговорював питання співпраці в сфері імунології та біоінформатики.
12 вересня 2016 року ізраїльський прем'єр-міністр і міністр закордонних справ Беньямін Нетаньягу зустрівся зі своїм люксембурзьким колегою Ксав'є Бетелем.
У квітні 2019 року Ізраїль відвідав міністр фінансів Люксембургу П'єр Грамен'я з офіційним візитом. В рамках візиту Грамен'я зустрівся з міністром науки Офіром Акунісом, з головою Банку Ізраїлю Яроном Декелем і з головою організації «Startup Nation» Юджином Канделем.

## Євреї в Люксембурзі
Представниця єврейської громади країни Корін Кахен була призначена на посаду міністра у справах сім'ї та інтеграції в 2013 році.